# 정충신 사당
정충신 사당(鄭忠信 祠堂)은 대한민국 충청남도 서산시 지곡면 대요리에 있는, 조선 전기 무신인 정충신 장군(1576∼1636)의 영정과 유품을 보관하고 있는 사당이다. 1984년 5월 17일 충청남도의 문화재자료 제206호로 지정되었다.

## 개요
조선 전기 무신인 정충신 장군(1576∼1636)의 영정과 유품을 보관하고 있는 사당이다.
장군은 임진왜란(1592) 때 17세의 나이로 권율 장군을 도와 싸웠으며, 인조 2년(1624)에는 이괄의 난을 평정하고 정묘호란 때는 팔도부원사(八道副元師)로 참전하였다. 그 뒤 포도대장, 병마절도사 등을 지냈다.
이곳은 인조 14년(1636) 왕명으로 세운 이후 영조 13년(1737) 고쳐 지었다. 정조 24년(1800)에는 당시 곡성 현감으로 있던 그의 5대 손인 정세환과 9대 손인 정재칠이 각각 정미면 신시리와 현 13세손 정종열 가옥 옆으로 옮겼고, 1970년대에 지금 있는 자리로 옮겼다. 이곳에는 중요민속자료 36호로 지정된 유품 5점을 비롯한 그의 유품들을 전시관에 보관하고 있으며, 해마다 양력 4월 25일 유림들과 후손들이 모여 제사를 지내고 있다.

## 같이 보기
- 정충신

## 참고 자료
- 정충신사당(진충사) - 국가유산청 국가유산포털